# Toorourrong Reservoir
Toorourrong Reservoir är en reservoar i Australien. Den ligger i delstaten Victoria, omkring 42 kilometer nordost om delstatshuvudstaden Melbourne. 
I omgivningarna runt Toorourrong Reservoir växer i huvudsak städsegrön lövskog. Runt Toorourrong Reservoir är det ganska glesbefolkat, med 31 invånare per kvadratkilometer. Genomsnittlig årsnederbörd är 1 244 millimeter. Den regnigaste månaden är juli, med i genomsnitt 140 mm nederbörd, och den torraste är januari, med 49 mm nederbörd.